# Kotlina Wiedeńska

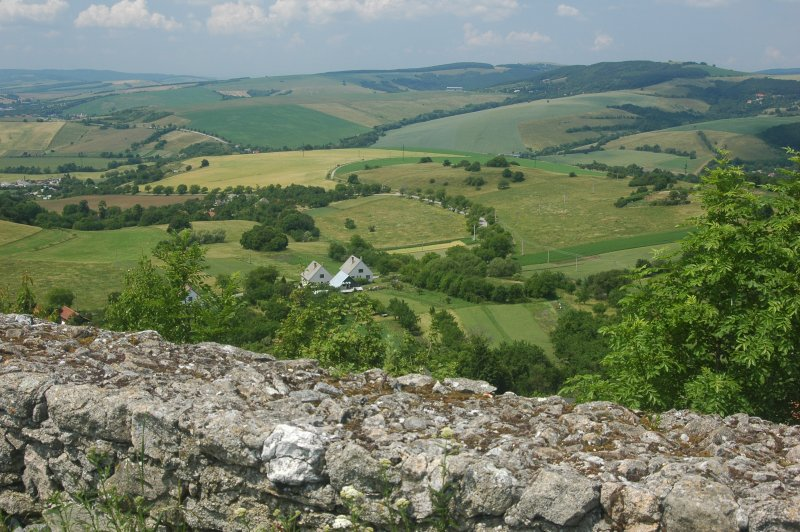
Pogórze Chwojnickie.

Kotlina Wiedeńska (551.1; niem. Wiener Becken, cz. Vídenská kotlina, słow. Viedenská kotlina) – jednostka geograficzna na pograniczu Austrii, Moraw i Słowacji.
Kotlina Wiedeńska zajmuje przestrzeń między Karpatami a Alpami w miejscu ich największego zbliżenia. Jest pochodzenia tektonicznego – stanowi zapadlisko między tymi dwoma wyniosłymi łańcuchami, powstałe w trzeciorzędzie. Zapadlisko zostało następnie w okresie czwartorzędu wypełnione grubą warstwą osadów przez istniejące tu wtedy morze, a następnie przez jeziora i rzeki przepływające przez ten teren, przede wszystkim przez Dunaj. Miąższość warstwy osadów dochodzi do 5,5 km.
Dziś Kotlina Wiedeńska to równinny teren położony 150 do 200 metrów nad poziomem morza. Rozciąga się w przybliżeniu od Wiener Neustadt (Austria) na południu do Hodonína (Morawy) na północy i od Wiednia na zachodzie do Senicy (Słowacja) na wschodzie. Na południowym zachodzie graniczy z Alpami Austriackimi (tzw. Linia Termalna – niem. Thermenlinie na granicy Kotliny i Lasu Wiedeńskiego), na północnym zachodzie – z Podkarpaciem Zachodnim (Pogórze Weinviertel), na północnym wschodzie – z Zewnętrznymi Karpatami Zachodnimi (Las Żdanicki, Białe Karpaty i Małe Karpaty), a na południowym wschodzie – z następną w łańcuchu naddunajskich kotlin Kotlina Panońską (graniczne Góry Litawskie). Łączna powierzchnia Kotliny wynosi około 7 tys. km², z czego około 3,7 tys. km² leży w Austrii, pozostała część – na Słowacji, a niewielki pas – na Morawach.
Kotlinę Wiedeńską przecinają dwie wielkie rzeki: Dunaj, płynący tu z zachodu na południowy wschód, oraz Morawa, płynąca z północy na południe. Dunaj wpływa z Kotliny Tullneńskiej do Kotliny Wiedeńskiej przez Bramę Wiedeńską i opuszcza ją Bramą Hainburską. Morawa wpada do Dunaju na wschodniej granicy Kotliny, u zachodnich stóp Małych Karpat. Te rzeki determinują podział kotliny Wiedeńskiej na mniejsze jednostki fizykogeograficzne. Na wschód od Morawy, między Białymi Karpatami na północy a Małymi Karpatami na wschodzie leży Nizina Borska, która stanowi słowacką część Kotliny Wiedeńskiej. Morawską część Kotliny Wiedeńskiej stanowi Obniżenie Dolnomorawskie, będące w zasadzie częścią doliny Morawy u ujścia Dyi. Z kolei w Austrii Kotlina Wiedeńska zajmuje wschodni skraj Dolnej Austrii – wschodnią część tzw. Weinviertel i północno-wschodnią część tzw. Industrieviertel (dwóch z czterech regionów, na które tradycyjnie dzieli się ten kraj). Jako samodzielne jednostki geograficzne w austriackiej części Kotliny Wiedeńskiej wyróżnia się między innymi:
- Morawskie Pole (niem. Marchfeld) – piaszczystą równinę o powierzchni około 0,9 tys. km² między Wiedniem a Morawą,
- Steinfeld – południowy skraj Kotliny w okolicach Wiener Neustadt, stanowiący największy żwirowy stożek napływowy w Kotlinie.

W Austrii Kotliną Wiedeńską przyjęło się nazywać tylko część tego regionu położoną na południe od Dunaju.
Tereny Kotliny Wiedeńskiej należą do najgęściej zaludnionych, najbardziej uprzemysłowionych i najwyżej rozwiniętych terenów Austrii. Przecinają ją liczne linie kolejowe i autostrady, przede wszystkim wybiegające ze stołecznego Wiednia, który stanowi największe miasto Kotliny. Na obszarze Kotliny odnaleziono również największe w Austrii złoża ropy naftowej i gazu ziemnego (koło wsi Zisterdorf i Ganserndorf). Natomiast z południowej części Kotliny czerpie się dobrej jakości podziemną wodę pitną dla Wiednia.